# Lex Ukrajina
Lex Ukrajina je nepřesné souhrnné označení pro zákony na pomoc uprchlíkům z Ukrajiny v Česku. Jsou to zákony č. 65 až 67/2022 Sb. a nařízení vlády č. 206/2022 Sb., vyhlášené 21. 3. 2022. Všechny tyto normy jsou průběžně novelizovány, například od 1. 4. 2024 bude platit již pátá verze zákona 65/2022 Sb.
Zákony upravují
- právní status uprchlíků (udělování dočasné ochrany, přístup na trh práce nebo přístup ke zdravotní péči),
- sociální zabezpečení uprchlíků (humanitární dávka, zajištění ubytování) a
- přístup žáků ke vzdělávání a péči o děti (dětské skupiny).

Konsorcium nevládních organizací pracujících s migranty poskytuje aktualizovaný informační servis k situaci uprchlíků z Ukrajiny. Ministerstvo vnitra k dočasné ochraně zřídilo vlastní webové stránky.

## Historie
Rozhodnutí Rady (EU) 2022/382 ze dne 4. března 2022 poprvé v historii EU stanovilo, že nastal případ hromadného přílivu vysídlených osob ve smyslu článku 5 směrnice 2001/55/ES a zavádí se jejich dočasná ochrana na celoevropské úrovni.
Trojici českých zákonů navrhlo Ministerstvo vnitra, MPSV a MŠMT. Zákony byly zrychleně projednány parlamentem, podepsány prezidentem a vstoupily v platnost publikací ve Sbírce zákonů 21. března 2022. Původně byly přijaty na dobu jednoho roku. 30. listopadu 2022 navrhla vláda novelou Lex Ukrajina možnost prodloužení dočasné ochrany až do 31. března 2024.